# Dominique de Guzmán
Pour les articles homonymes, voir Saint Dominique et Guzmán.
Dominique (en espagnol : Domingo), né vers 1170 à Caleruega en Espagne et mort le 6 août 1221 à Bologne en Italie, est un religieux catholique, prêtre, fondateur de l'ordre des frères prêcheurs appelés couramment « dominicains ».
Canonisé par l'Église en 1234, il est célèbre sous le nom de saint Dominique. Comme sa « naissance au ciel » fut le 6 août, fête de la Transfiguration, sa mémoire liturgique fut déplacée à plusieurs reprises et est désormais célébrée le 8 août.

## Biographie
La vie de Dominique est connue principalement par des Vitæ, Légendes et miracles, des textes hagiographiques au fort pouvoir apologétique, écrits entre 1221 et la fin du XIIIe siècle, et dont l'historicité des récits est interrogée par la critique historique.

### Enfance

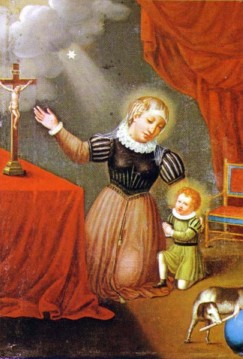
Vision de la mère de Dominique.

Dominique est né à Caleruega, un village austère de l'actuelle province de Burgos, dans la Vieille-Castille, à 80 kilomètres de Burgos.
La source la plus ancienne relative à la vie de saint Dominique est le Libellus de principiis Ordinis Prædicatorum (Petit livre sur les débuts de l’ordre des Prêcheurs), un récit hagiographique du dominicain Jourdain de Saxe. Le nom de ses parents n’y est pas indiqué. L’absence de cette mention peut s’expliquer par le fait que Jourdain de Saxe ne prétend pas donner une biographie du saint, mais plutôt, comme le titre de l’œuvre l’indique, exposer l’histoire des débuts de l’ordre dominicain.
Le second biographe de saint Dominique est Pierre Ferrand, parfois identifié à Petrus Hispanus et auteur d’une Legenda Sancti Dominici. Il se borne à indiquer que son père se nommait Felix et sa mère Jeanne (Juana). Vers 1275, Rodrigue de Cerrato précise dans sa Vita sancti Dominici que Felix est un riche propriétaire et que Juana est une femme vertueuse.
Ce n’est qu’au début du XVe siècle qu’apparaît l’indication selon laquelle Dominique aurait appartenu à la prestigieuse famille des Guzman, ducs de Medina Sidonia. Cette information se trouve dans un récit de Pero Tafur, Andanças e Viajes (Voyages et Aventures, 1435-1439), lui-même dédié à Don Fernando de Guzman, commandeur de l’ordre de Calatrava. L’auteur, en passant à Bologne, indique que le saint y est enterré et qu’il était de la famille des Guzmân par son père, Félix de Guzmân. Le rattachement de saint Dominique à cette lignée nobiliaire n’est pas prouvé par ailleurs, mais cette tradition n'est pas improbable. Sa mère, Jeanne d'Aza, serait de haute noblesse.
L'hagiographie du dominicain Thierry d'Apolda (en) précise que le couple Guzmân a trois fils connus (dont Manés) qui deviennent tous prêtres.
Selon une légende analogue à celles de plusieurs naissances de saints (saint Isidore, Jean Chrysostome), après avoir été en pèlerinage à l'abbaye Saint-Dominique de Silos, la mère de Dominique (Dominicus en latin, ce qui signifie « celui qui appartient au Seigneur ») aurait vu en songe, pendant sa grossesse, un chien tenant une torche allumée dans la gueule pour éclairer le monde. Ce songe résume la vie du futur saint dont le prénom a été choisi en référence à l'abbé Dominique de Silos, vénéré par sa mère. Il y a de plus un calembour en latin sur les futurs dominicains, dominicanes, assimilés à des chiens du Seigneur. L'hagiographe Jourdain utilise dans ses récits édifiants de nombreux autres topoï hagiographiques : sa mère aurait vu une lune sur le front du nouveau-né, et des abeilles se seraient posées sur ses lèvres.
Dominique est le troisième de la fratrie après Antoine et Manés. Tous trois deviendront prêtres.

### Études et entrée en religion
À sept ans, il est confié à un oncle maternel ecclésiastique qui vit à Gumiel de Izán, où il étudie les lettres, notamment le latin, pour en faire un lecteur. Dominique est envoyé à quatorze ans à l'université de Palencia pour y étudier la théologie et la philosophie. Repéré par le prieur du chapitre des chanoines réguliers d'Osma, il entre à l'âge d'environ vingt-cinq ans, en 1196, comme chanoine dans cette communauté. Celle-ci est alors en pleine réforme, à cause du prieur qui veut y imposer la règle de saint Augustin. Selon l'hagiographie dominicaine, il se distingue de bonne heure par la ferveur de son zèle et par son talent de prédicateur : « Aussitôt celui-ci se mit à briller parmi les chanoines comme l'étoile du berger : le dernier par l'humilité du cœur, le premier par la sainteté. Il devint pour les autres le parfum qui conduit à la vie, semblable à l'encens qui embaume dans les jours d'été. Chacun s'étonne de ce sommet si rapidement et si secrètement atteint dans la vie religieuse ; on le choisit pour sous-prieur, jugeant qu'ainsi placé sur un piédestal élevé, il verserait à tous les regards sa lumière et inviterait chacun à suivre son exemple ». Dominique apparaît effectivement dans une charte datée du 13 janvier 1201 avec la qualité de sous-prieur du chapitre d'Osma.
En 1203, Dominique accompagne son évêque, Diego de Acebo, qui a été chargé par le roi Alphonse VIII de Castille de conduire une ambassade auprès du roi de Danemark afin d'obtenir une princesse en mariage pour l'infant.

### Contre l'hérésie des «bons hommes» ou «bons chrétiens»

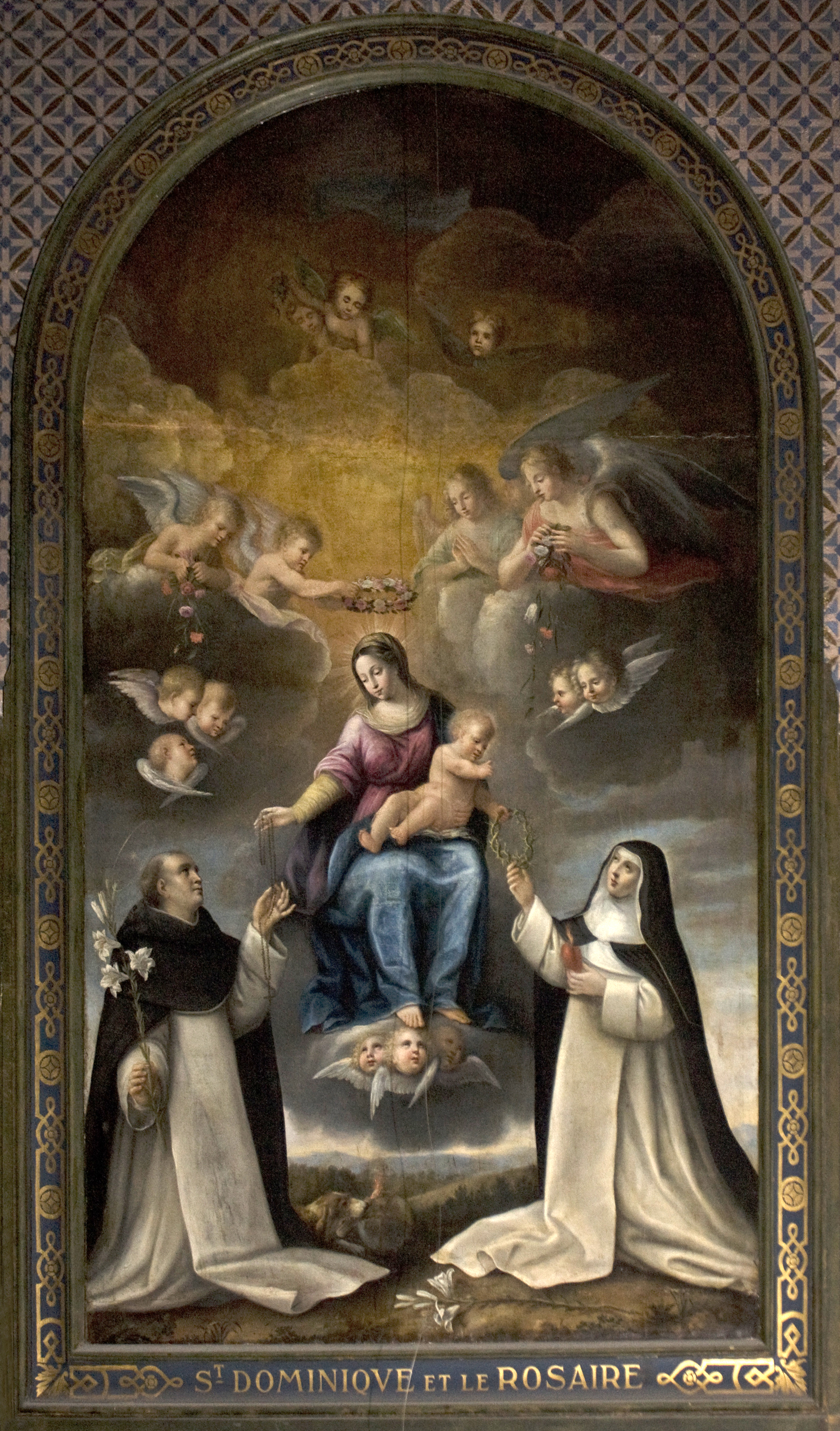
Saint Dominique recevant le Rosaire des mains de Notre-Dame (XVIIe siècle), anonyme, église Sainte-Marie de Saint-Étienne.

Traversant le Languedoc (aujourd'hui l'Occitanie), Dominique y rencontre l'hérésie des « bons hommes », ou « bons chrétiens », ou « cathares ». Certaines idées de la future Réforme protestante sont déjà présentes dans ce mouvement. La richesse de l'Église, en particulier, fait scandale parmi ces chrétiens, qui se laissent séduire par les idées des vaudois et des « bons hommes ».
Jusqu'à la fin du XIIe siècle, les papes ont tenté, sans succès, d'enrayer le phénomène en usant de deux méthodes : des campagnes militaires menées par les évêques, dont les victoires sanglantes restent sans lendemain, et des prêches menés avec faste par les cisterciens, avec saint Bernard à leur tête, comme ce fut le cas à Albi en 1145. L'Église ne parvient pas davantage à contrer l'hérésie adoptée par une partie du peuple. Les théologiens hérétiques allient à leur culture religieuse un style de prêche qui touche les petites gens. L'hérésie est finalement condamnée en 1184, les deux mouvements étant confondus.
À son retour du Danemark après un deuxième voyage en 1205, Dominique passe par Rome et Cîteaux. Il s'arrête en Languedoc, apparemment résolu à combattre l'hérésie à la demande du pape Innocent III. Alors qu'il veut avec son évêque Diego de Acebo évangéliser les Coumans d'Ukraine, il aurait reçu l'ordre du pape d'assister les cisterciens qui tentent en vain de rechristianiser les Albigeois. Pour concurrencer une institution cathare, Dominique établit à Fanjeaux (à l'époque Prouilhe), dès 1206, le premier monastère de femmes, noyau des futures dominicaines. Il occupe l'ancienne église et quelques dépendances, données par Guillaume et Raymonde Claret. En 1207, Dominique participe au colloque de Pamiers, appelé aussi « colloque de Montréal » et qui est le dernier débat contradictoire entre les cathares et l'Église. Le légat Arnaud Amaury lui fixe une « diète », territoire à évangéliser autour de Prouilhe, avec notamment les places fortes cathares de Fanjeaux et Montréal. Une légende, dont la source semble être le Rosarium (un long poème marial composé par un dominicain au milieu du XIVe siècle) rapporte une apparition de la Vierge à Dominique en 1208 à Prouilhe. Marie se serait présentée à lui sous l'appellation de Notre-Dame du Rosaire. Le dominicain Alain de La Roche propage au XVe siècle le Rosaire, une prière de méditation sur la vie du Christ.

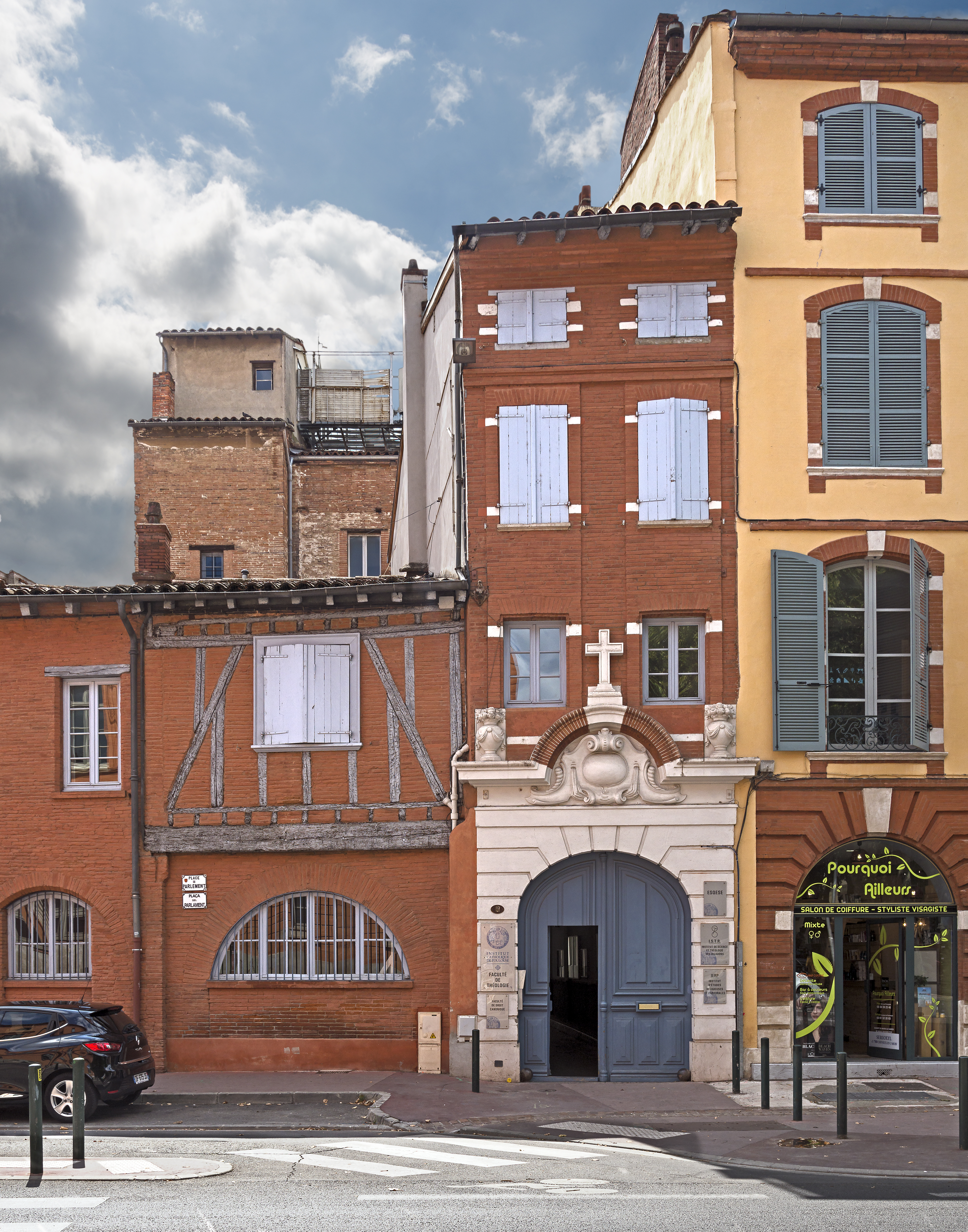
Maison Seilhan.

Survient l'assassinat du légat du pape, le cistercien Pierre de Castelnau, qui est imputé à Raymond VI de Toulouse. Ce meurtre déclenche en 1209 la croisade contre les Albigeois. Dominique suit les croisés dans les places conquises, cherchant à susciter des conversions.
Le 25 avril 1215, il s'établit à Toulouse avec quelques proches. Il s'installe dans des bâtiments donnés par Pierre Seila, ou Pierre Seilhan, encore visibles aujourd'hui au no 7, place du Parlement. L'installation dans une ville a pour premier but l'étude, Dominique bénéficiant des leçons d'un maître. Son ordre accompagne la création de l'université de Toulouse. Foulques, évêque de Toulouse et collaborateur de Dominique depuis 1206, l'autorise à prêcher dans tout le territoire de Toulouse. En novembre, Dominique et Foulques se rendent à Rome, au IVe concile du Latran : là, avec le pape Innocent III, ils projettent l'établissement d'un ordre des Prêcheurs, des frères qui s'engagent à la pauvreté et la prédication, mais après avoir reçu une solide formation doctrinale pour mieux réfuter les hérésies.
À la même époque, Simon de Montfort, à la tête d'une armée de croisés, extermine les Albigeois par le fer et par le feu (1205-1215). Dominique opère un grand nombre de conversions par la seule persuasion ; il ne prend aucunement part à la guerre, ne voulant d'autres armes que la parole, la prière et le bon exemple.

### Fondation de l'ordre des Prêcheurs

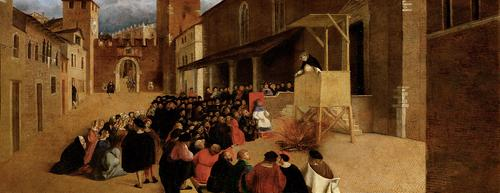
Lorenzo Lotto, Prédication de saint Dominique à Recanati.

Ainsi, et peut-être inspiré par le tout récent ordre mendiant de François d'Assise, Dominique fonde en 1216 l'ordre des Prêcheurs, mieux connu sous le nom de dominicains et qui seront, à l'inverse des franciscains, invités à s'instruire sans relâche. Un an avant la constitution officielle de l'ordre, Innocent III demande à Dominique de s'inscrire dans une tradition existante. Une règle inspirée de celle de saint Augustin est alors choisie, et c'est le pape suivant, Honorius III, qui autorise l'établissement de l'ordre, en décembre 1216 ou, selon certains, en janvier 1217.
Le 15 août 1217, Dominique disperse ses seize premiers frères. Ceux-ci se fixent dans les villes universitaires (Bologne, Paris, Toulouse, Oxford, Cologne). La qualité de leur enseignement leur permet d'y briguer rapidement les chaires de faculté. Il répond ainsi à la recommandation du quatrième concile du Latran, qui invite les évêques à doter leurs diocèses de prédicateurs instruits. Au chapitre de Bologne (1220), Dominique donne à l’ordre des frères prêcheurs ses premières structures. Une première règle datée de 1220, la Regula prima, est modifiée parce que jugée trop sévère par le souverain pontife. Elle est officiellement confirmée par le pape Honorius III le 29 novembre 1223, dans la bulle Solet annuere, ou Regula bullata. À sa tête est placé un maître, auquel sont soumis tous les prêcheurs. Un chapitre général est réuni tous les ans, élaborant les règlements de l’ordre et disposant du pouvoir judiciaire. La règle de l’ordre est celle des chanoines de saint Augustin. Elle accorde une large place à la prière liturgique et à la méditation. L’ordre ne doit avoir ni revenus ni propriétés, et doit pratiquer la mendicité conventuelle. Seule est admise la possession du couvent par la communauté et de livres par chacun des frères. Chaque couvent se transforme en maison d’études (studium) et chaque province dispose de centres d’études bibliques et théologiques.
Dominique emploie ses dernières années à répandre son institut, qui bientôt compte de nombreux couvents en France, en Italie et en Espagne.
Le 6 août 1221, Dominique meurt à Bologne à l'issue d'une longue maladie. Il est canonisé le 3 juillet 1234 par Grégoire IX. Le pape fixe sa fête au 5 août, pour éviter la concurrence avec la mémoire du pape Sixte II, fêté le 6 août. C'est un an avant que l'ordre fondé par Dominique ne soit impliqué par le pape dans une nouvelle méthode de lutte contre l'hérésie : l'Inquisition. À partir de 1559, la fête de Notre Dame des neiges, le 5 août, décalera de nouveau la fête de saint Dominique, qui sera célébrée le 4 août. Aujourd'hui, saint Dominique est fêté le 8 août, le 4 août étant devenu la fête de saint Jean-Marie Vianney.
Sa sépulture (arca di San Domenico en italien) se trouve dans la basilique qui porte son nom dans la ville de Bologne  (fig. 1), plus précisément dans une chapelle qui lui est dédiée (fig. 2).

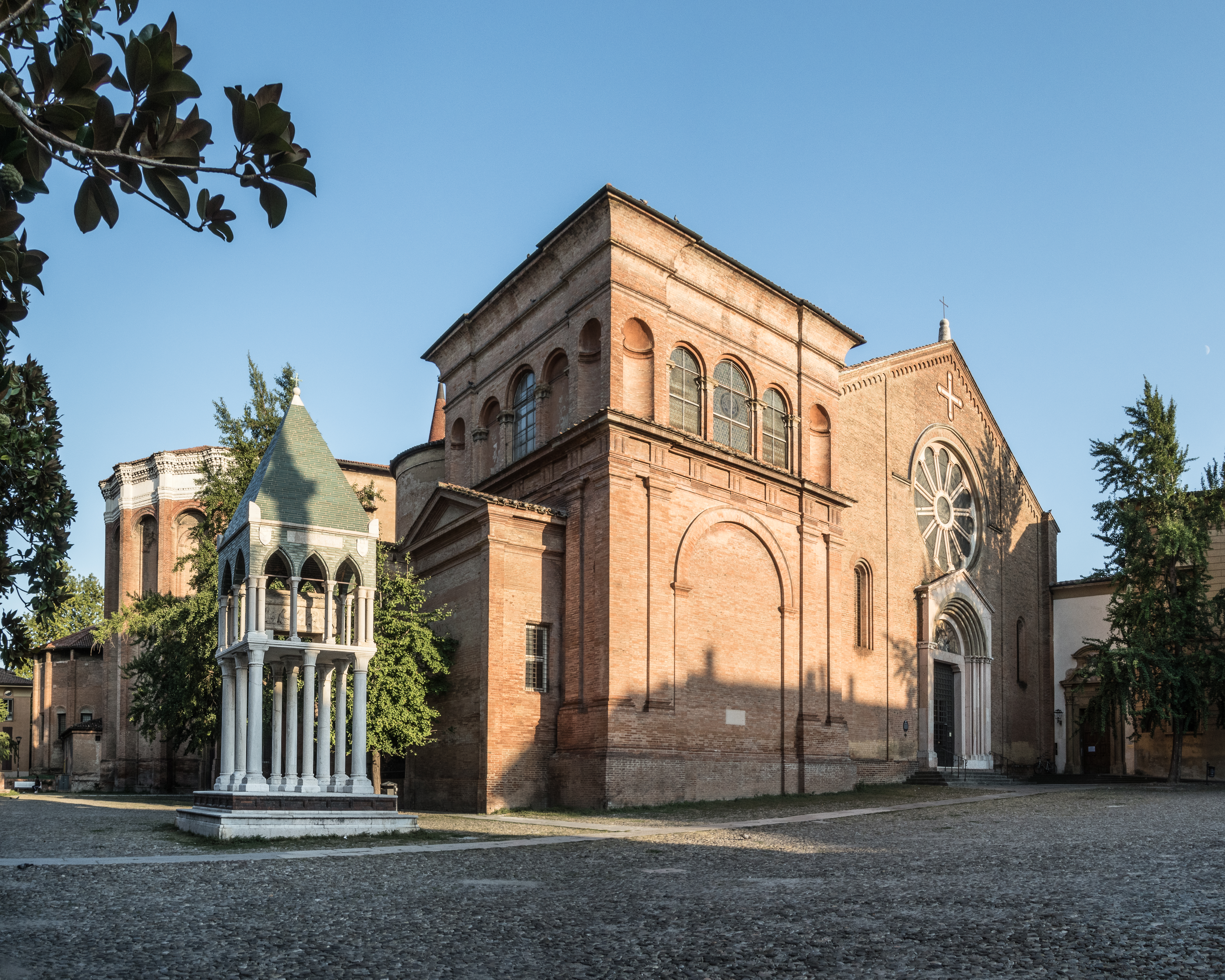
La basilique Saint-Dominique à Bologne.
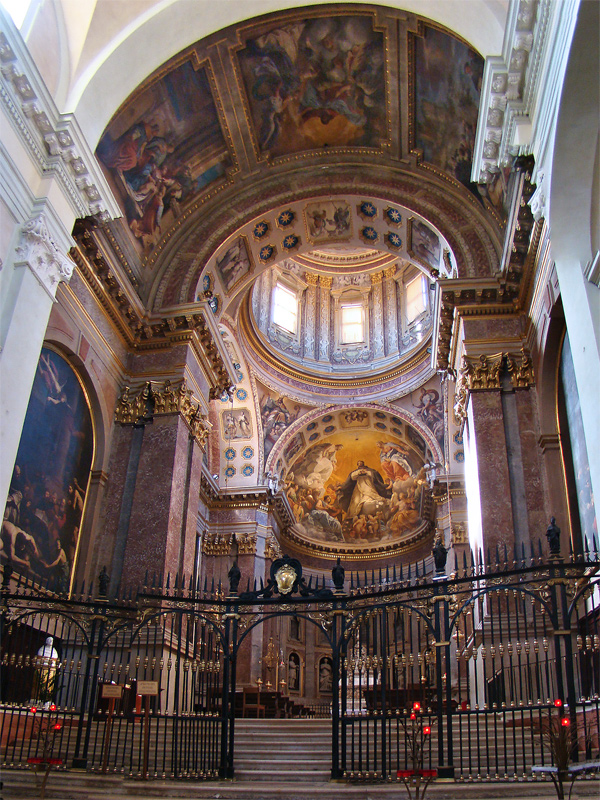
La chapelle Saint-Dominique de la basilique de Bologne.

## Rôle historique

### Saint Dominique, «marteau des hérétiques», et l'Inquisition

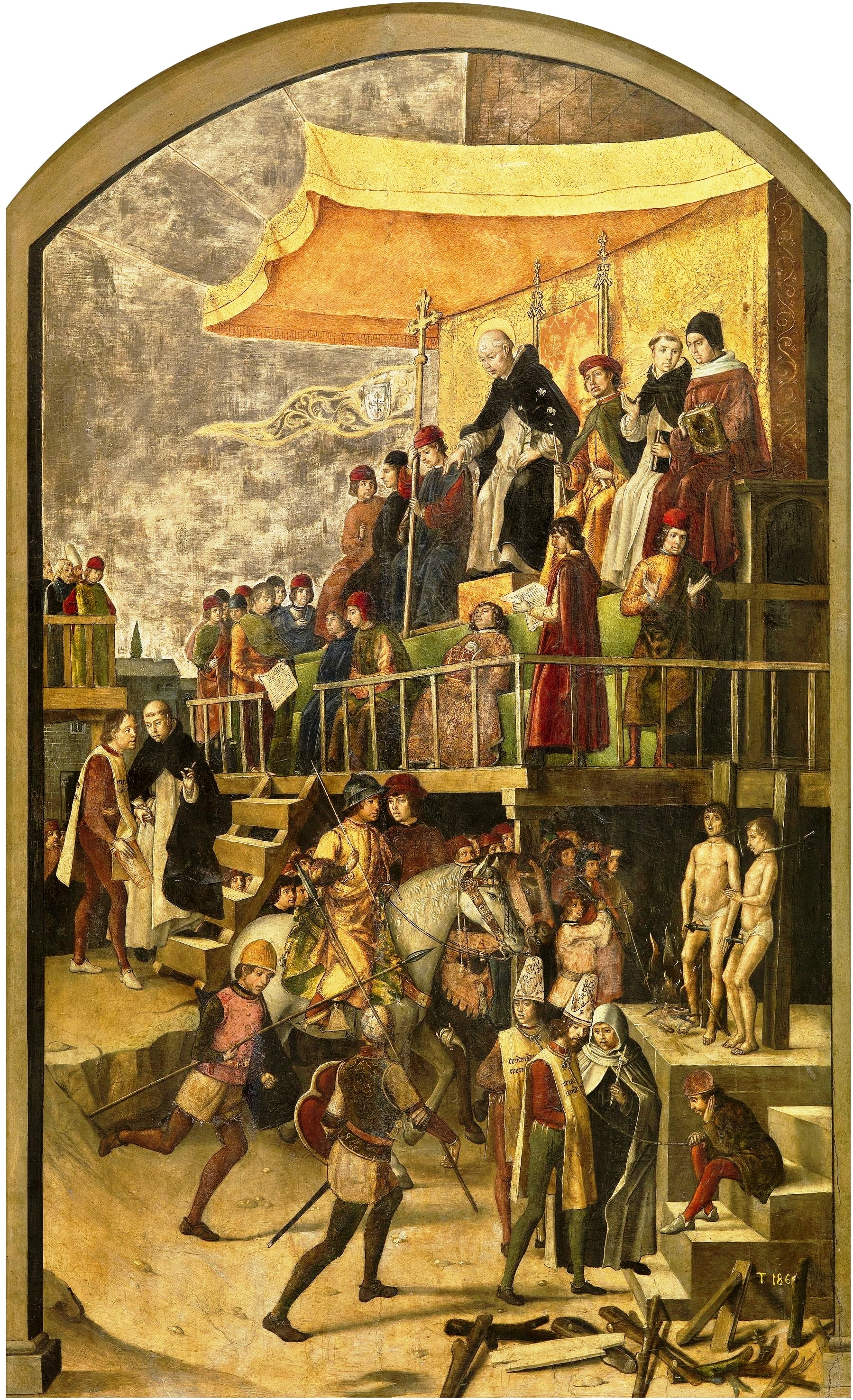
Dominique présidant un autodafé, par Pedro Berruguete (1475), musée du Prado, Madrid.

La tradition a donné à Dominique le titre de « marteau des hérétiques », ou « marteau des hérésies », qu'il partage avec Antoine de Padoue. Par anachronisme, certains le regardent comme le premier inquisiteur, et disent qu'il fut chargé d'exercer ces fonctions dans le Languedoc. Dans son Histoire de France, Jules Michelet, historien romantique, veut voir en lui le « terrible fondateur de l'Inquisition ». Les dominicains eux-mêmes, au Moyen Âge, ont accrédité cette légende : Bernard Gui, l'un des plus célèbres inquisiteurs (actif à Toulouse de 1308 à 1322), qualifie Dominique de « premier inquisiteur » dans sa biographie du fondateur. Un tableau de Pedro Berruguete montre Dominique devant un autodafé, prêt à envoyer des hérétiques au bûcher. Dans l'esprit du peintre, ce tableau est sans doute à la gloire de Dominique, puisqu'il a réalisé plusieurs tableaux à la demande de Tomás de Torquemada. En réalité, Dominique est mort en 1221, alors que l'Inquisition n'existait pas encore, et il ne combattit jamais que par le prêche. La première personne portant le nom d'inquisiteur est Conrad de Marbourg, qui reçoit ce titre en 1231. Ses excès de zèle, illustrés par les témoins du procès en canonisation de sainte Élisabeth de Hongrie, causeront sa perte : il sera assassiné deux ans après son entrée en fonctions.
Selon Michel Roquebert, la « légende noire » qui provient de cette erreur historique est d'autant plus dommageable à Dominique qu'elle a été forgée par les dominicains eux-mêmes, à une époque où ils se vantaient de combattre l'hérésie.

### Dévotion au Rosaire

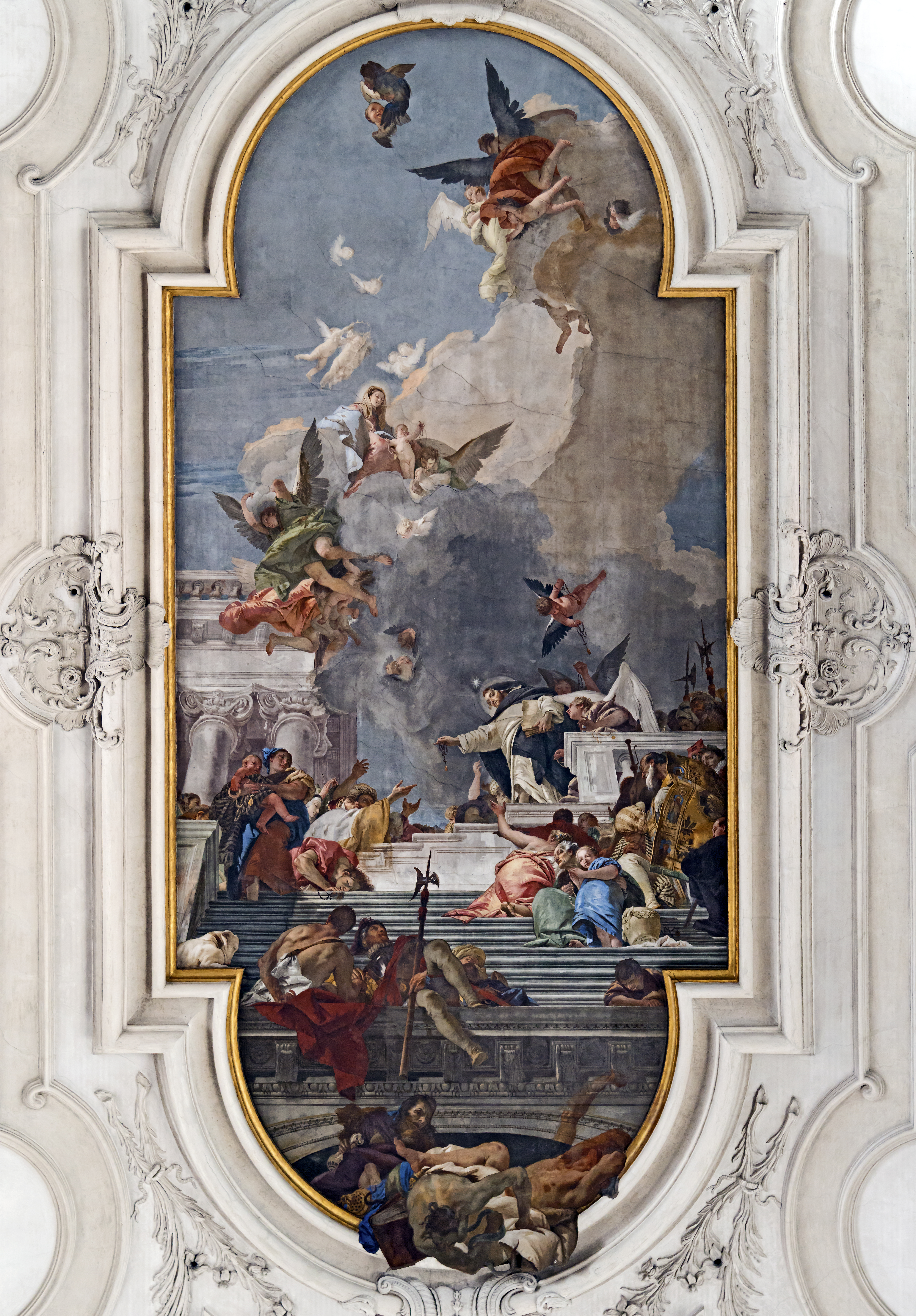
L'Institution du Rosaire,,
fresque de Giambattista Tiepolo.
Plafond de la nef de
l'église Sainte Marie du Rosaire
ou dei Gesuati à Venise.

C’est Dominique qui donna l'impulsion évangélisatrice du Rosaire, relayé à travers le temps par les religieux de son ordre, qui firent de ce culte une prière universelle de l'Église. Au XVe siècle, le frère Alain de la Roche le diffusa dans le nord de la France et en Hollande, tandis que Jacques Sprenger l’introduisait en Allemagne et que Louis de Grenade le présentait en Espagne et au Portugal. Les moines chartreux Dominique de Prusse et Adolphe d'Essen contribuèrent également à le faire connaître et à le diffuser. Depuis ce temps, les frères prêcheurs portent à la ceinture de leur habit un rosaire de quinze dizaines. Les membres de la Confrérie du Rosaire, sous la direction de l'Ordre, s'efforcent de prier le Rosaire perpétuel, un rite consistant à se relayer pour le réciter sans interruption jour et nuit.
En 1826, Pauline Jaricot fonda le Rosaire Vivant, qui fut agrégé à l’ordre des dominicains dix ans plus tard. Réunissant près d’un million de personnes, ou Associés, ils seront les premiers pèlerins du Rosaire à venir à Lourdes. Le pèlerinage du Rosaire a été créé par des pères dominicains en 1908, lors du cinquantenaire des apparitions de la Vierge Marie à Lourdes ; il se déroule durant la semaine de la fête de Notre-Dame du Rosaire qui a lieu le 7 octobre. Il s’agit d’un mouvement laïc marial et missionnaire de portée internationale, dont l’aumônier national et les aumôniers régionaux sont dominicains.
En 1955, le frère dominicain Joseph Eyquem fera évoluer les Associés du Rosaire en Équipes du Rosaire. Ces équipes comptent aujourd’hui près de 80 000 membres en France . C’est un mouvement apostolique et missionnaire de laïcs reconnu par l’Église catholique et soutenu par l’ordre des dominicains.

## Sources de sa biographie
Le libellus de Jourdain de Saxe, successeur de Dominique à la tête de l'ordre des Prêcheurs, est à la base de l'historiographie primitive. Ce texte date probablement d'avant la canonisation, qui eut lieu en 1234, et semble postérieur au 25 décembre 1231, date du décès de Foulques de Toulouse. Jourdain de Saxe indique qu'aucun texte n'a été écrit avant le sien, et qu'il s'appuie d'une part sur « ce qu'il a vu et entendu personnellement », et d'autre part sur « ce qu'il a connu des commencements de l'Ordre par la relation des frères primitifs ». Plusieurs frères peuvent être identifiés qui ont pu l'aider à écrire son récit, comme Bertrand de Garrigue, Jean de Navarre, ou frère Ventura de Vérone, prieur de Bologne. À partir du libellus, Pierre Ferrand, un autre dominicain, écrit une vie de Dominique destinée à la liturgie. Entre 1237 et 1242, il remanie le libellus et le réduit d'un tiers, y ajoutant toutefois des éléments sur son enfance. À partir de la biographie de Pierre Ferrand, Constantin d'Orvieto écrit une seconde biographie, nettement plus hagiographique, à la demande du chapitre général de l'Ordre en 1245.
Il existe également trois sources non dominicaines qui décrivent même succinctement la vie de Dominique de Guzman. La Chronique de Robert d'Auxerre est rédigée en 1207-1208, à l'époque des événements qu'elle rapporte. Par contre, l'Historia Albigensis du cistercien Pierre des Vaux-de-Cernai est écrite vers 1213, quelques années après les événements. Enfin, Guillaume de Puylaurens écrit une Chronique des événements longtemps après, entre 1250 et 1273. Ces trois auteurs ont une grande autorité. Ils font ressortir des inexactitudes dans les textes de Jourdain de Saxe, qui manquait sans doute de sources d'information.
En outre, Dominique de Guzman apparaît au chapitre 18 des Fioretti de saint François d’Assise d’Ugolino da Brunforte, alors que saint François prêche à Sainte-Marie-des-Anges, à Assise, devant 5 000 frères.

## Attributs et iconographie

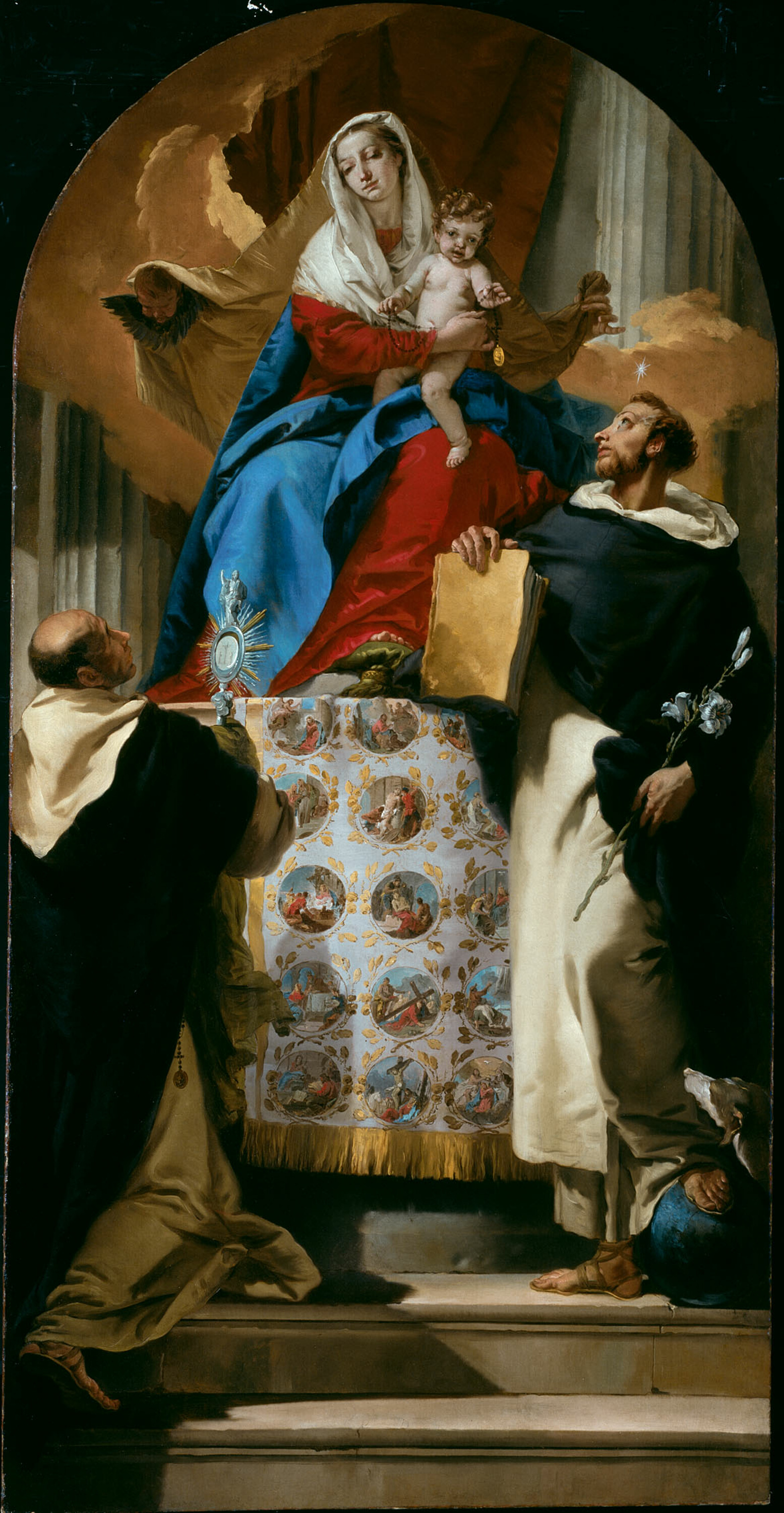
Vierge à l'Enfant avec les saints Dominique et Hyacinthe,
Giambattista Tiepolo (1730-1735),
Art Institute of Chicago.

Saint Dominique est souvent représenté muni d'une croix, d'un livre et d'un globe terrestre. Une étoile lui pare le front tandis qu'un chien noir et blanc portant une torche enflammée dans sa gueule l'accompagne et que des lys l'entourent. On l'associe à des qualités de prédication.

« Ce chien portant une torche vient d'un rêve que la mère de saint Dominique fit alors qu'elle était enceinte de lui. Dans ce rêve elle enfantait d'un chien portant une torche qui embrasait le monde entier. Saint Dominique reprit donc cet emblème en disant qu'il serait ce chien qui embraserait le monde de la vérité. »

Le mot « chien » crée aussi un jeu de mots en latin. Les dominicains tirent leur nom de dominicus, qui à son tour tire ses origines du terme Dominus, Seigneur ; au pluriel, dominicains, domini canes, pourrait se traduire par « les chiens du Seigneur », chiens dociles et fidèles à leur Maître.
La plus ancienne représentation de saint Dominique serait la Tavola, table à laquelle il s'asseyait (1235-1240) dans l'église de Santa Maria della Mascarella à Bologne. On peut y voir le saint auréolé et entouré de frères, à la façon d'une nouvelle Cène et qui portent tous la tunique, le scapulaire blanc et la chape noire à la capuche relevée. Dominique est représenté seul sur une autre peinture, plus tardive, attribuée à Guido da Siena (1260-1290) et conservée au Fogg Art Museum de Cambridge. Il est là associé à une étoile, signe à la fois de la lumière de l'Évangile et des songes que faisait Dominique. Il tient un livre, symbole de l'étude, si essentielle à l'ordre, et qui deviendra par la suite son principal attribut.
Niccolò di Tommaso a peint Le Mariage mystique de sainte Catherine entre saint Jean Baptiste et saint Dominique (1346-1376) qui est au musée Fesch d'Ajaccio.
Le peintre Giambattista Tiepolo le représente deux fois, dans La gloire de saint Dominique en 1723, (Gallerie dell'Accademia de Venise) et dans la Vierge et l'Enfant avec les saints Dominique et Hyacinthe, 1730-1735, (l'Art Institute of Chicago). Il est également représenté par Le Greco dans Saint Dominique en prière.
Selon la légende, un tableau de saint Dominique (aujourd'hui perdu) portant des lys blancs aurait été miraculeusement apporté par la Vierge au monastère de Soriano au XVIe siècle. Cette croyance a donné lieu à un culte et à toute une tradition iconographique : Saint Dominique à Soriano.

## Voir aussi

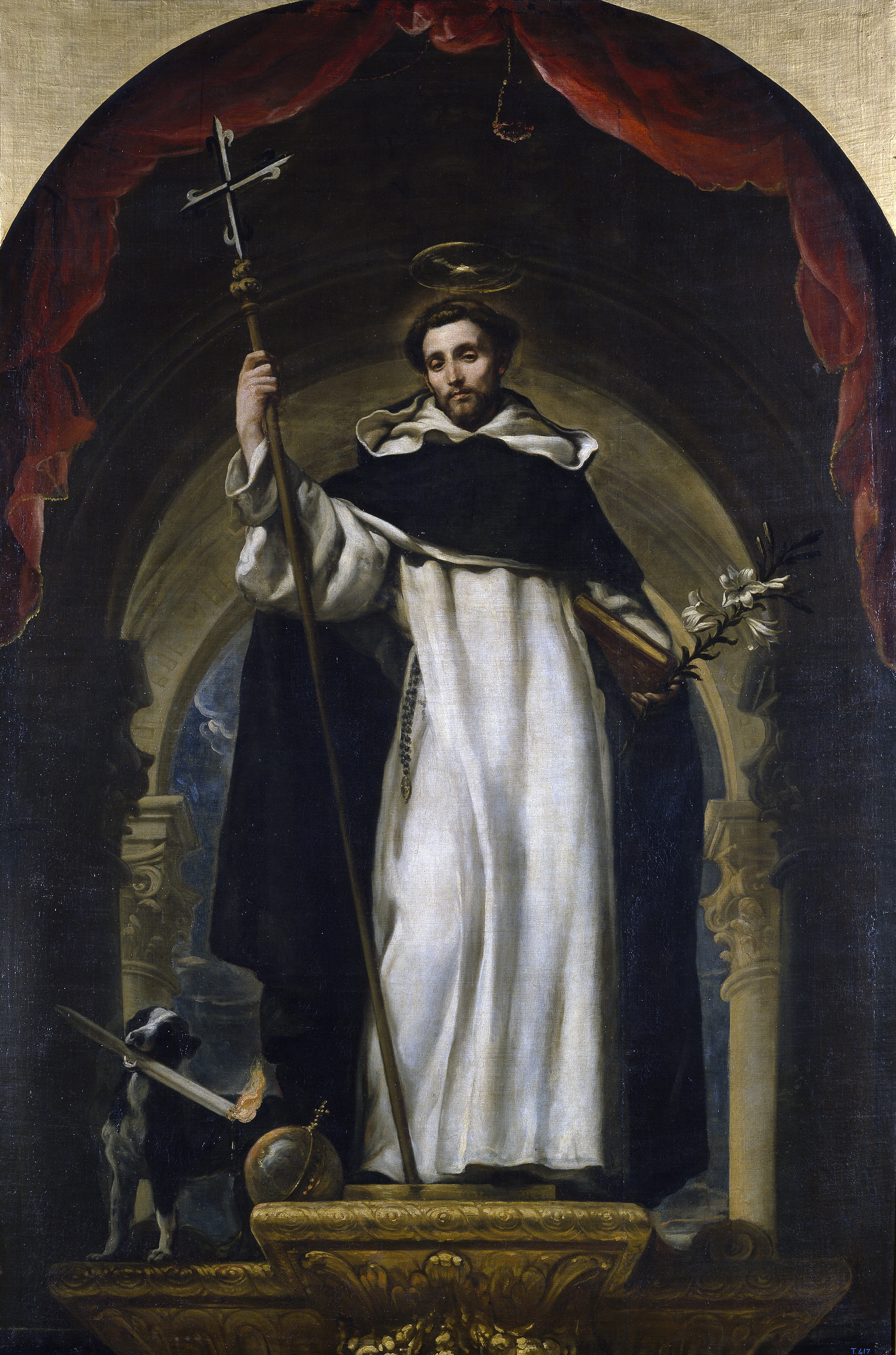
Saint Dominique de Claudio Coello, musée du Prado, Madrid.

#### Bases de données et dictionnaires
- Ressources relatives aux beaux-arts :   - British Museum
  - Sandrart.net
  - Union List of Artist Names
- Ressource relative à la littérature :   - Archives de littérature du Moyen Âge
- Ressource relative à la santé :   - Bibliothèque interuniversitaire de santé
- Ressource relative à la religion :   - GCatholic.org
- Notices dans des dictionnaires ou encyclopédies généralistes :   - BiographySampo
  - Britannica
  - Brockhaus
  - Deutsche Biographie
  - Diccionario Biográfico Español
  - Dizionario di Storia
  - Gran Enciclopèdia Catalana
  - Internetowa encyklopedia PWN
  - Kansallisbiografia
  - Nationalencyklopedin
  - Proleksis enciklopedija
  - Store norske leksikon
  - Treccani
  - Universalis
  - Visuotinė lietuvių enciklopedija
- Notices d'autorité :   - VIAF
  - ISNI
  - BnF (données)
  - IdRef
  - LCCN
  - GND
  - Italie
  - Japon
  - Espagne
  - Belgique
  - Pays-Bas
  - Pologne
  - Israël
  - NUKAT
  - Catalogne
  - Suède
  - Vatican
  - Canada